# Anas carolinensis
La cerceta americana (Anas carolinensis), también denominada pato aliverde, pato serrano y cerceta de Carolina, es una especie de ave anseriforme de la familia Anatidae que habita en Norteamérica y el Caribe. Anteriormente se consideraba una subespecie de la cerceta común (A. crecca) pero en la actualidad la mayoría de los taxónomos las consideran especies separadas basándose en sus distintos comportamientos, morfologías y pruebas genéticas. Este pato de superficie es un ave migratoria que cría en las regiones septentrionales de Norteamérica, salvo las islas Aleutianas, y pasa el invierno en el sur del subcontinente. Es muy gregaria y fuera de la estación de cría forma grandes bandadas.
Es una especie común de los humedales resguardados, como los pantanos de la taiga, y generalmente se alimenta de vegetales en la superficie del agua o pastando. Anida en el suelo en un lugar cerca del agua y escondido entre la vegetación. Aunque por el reciente reconocimiento del taxón su estado de conservación por separado no está evaluado por la UICN, es más abundante que la cerceta común que se clasifica como especie bajo preocupación menor. Puede observarse en cantidades ingentes en Marismas Nacionales, al oeste de México, su zona principal de invernada.

## Descripción

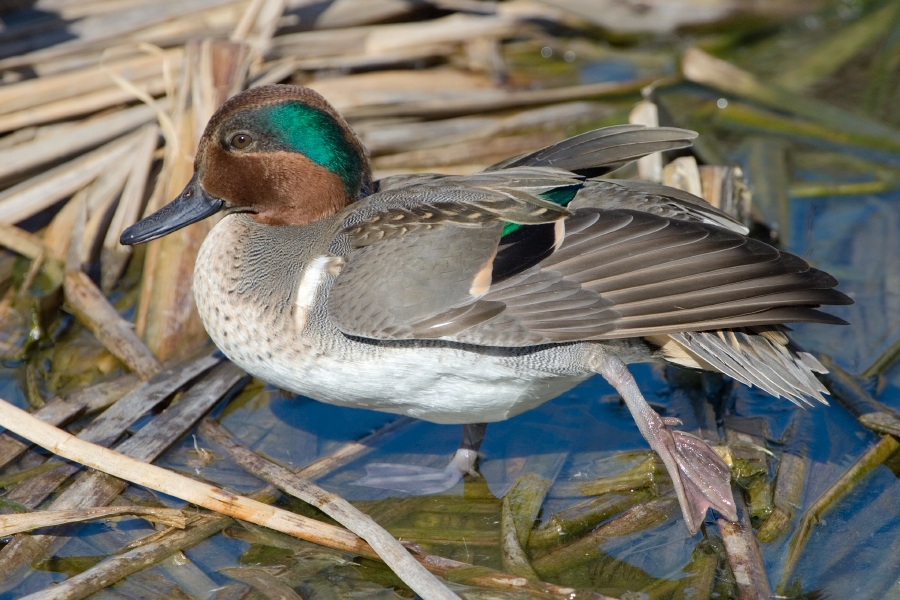
Macho en plumaje reproductivo.

Se trata del pato de superficie de menor tamaño de Norteamérica. El macho en plumaje nupcial tiene la espalda y los flancos de color gris, con los laterales de la cola amarillos claros y un espejuelo verde enmarcado con una lista blanca en las alas. Su cabeza y cuello son principalmente de color castaño rojizo con una ancha banda verde que cubre los ojos y se prolonga hasta la nuca. Se distingue del macho de la cerceta común de Eurasia por tener una lista blanca vertical en los laterales del pecho, y carece tanto de la lista blanca horizontal a la altura de las escápulas, y las finas líneas de color crema que bordean las bandas verdes de la cabeza son más difusas o están ausentes. Las hembras tienen un plumaje pardo claro veteado similar al de las hembras de ánade real. Se pueden distinguir de las hembras del resto de los patos por su tamaño, forma y espejuelo verde, aunque la diferenciación de la hembra de la cerceta común es problemática. El plumaje del macho fuera de la época de cría (eclipse) se asemeja más al de la hembra.

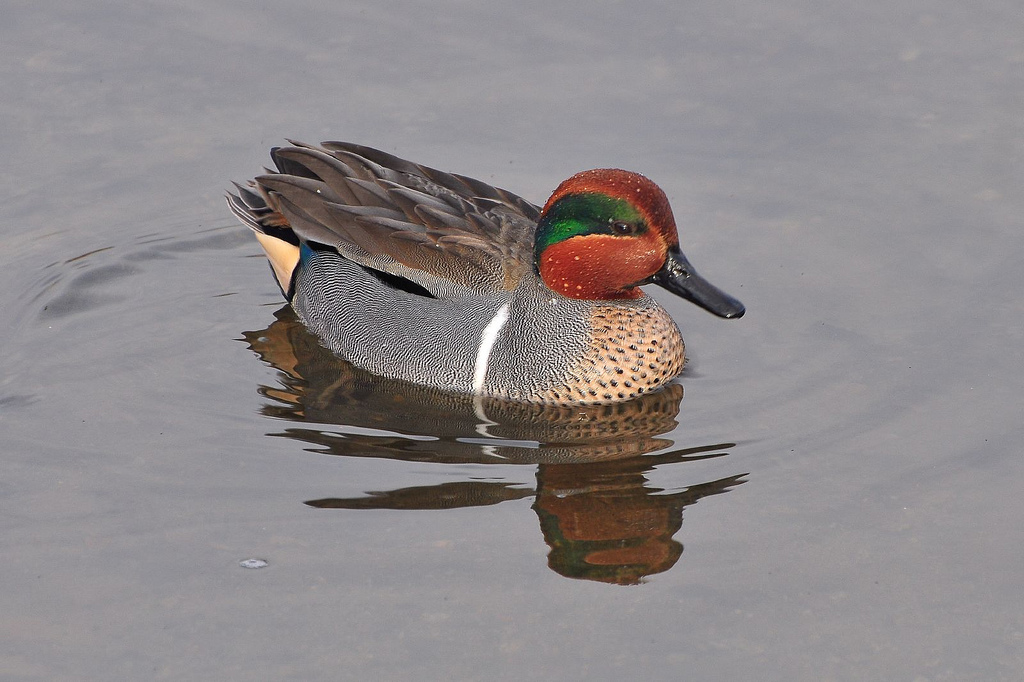
La franja blanca a los lados del pecho es la principal característica distintiva de los machos de cerceta americana de los de cerceta común.

Es una especie ruidosa. El macho emite un claro silbido, mientras que la hembra produce un cuac débil.

## Taxonomía

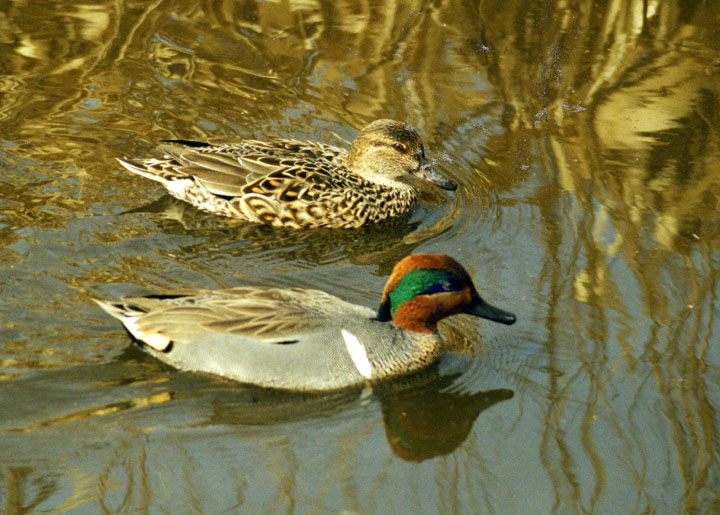
El plumaje de las hembras es de tonos pardos menos llamativos.

Según el ADN mitocondrial esta especie está más cercanamente emparentada con la cerceta barcina (Anas flavirostris) que con la cerceta común de aspecto más similar y de la que se consideró subespecie. Esto implicaría que tras la divergencia entre los dos linajes se habría desarrollado independientemente un dimorfismo sexual de formas casi idénticas en la cerceta americana y la común. Ambas hipótesis parecen poco verosímiles, ya que el plumaje nupcial del macho de la cerceta común es muy complejo y característico, y la tendencia aplastante entre los patos de superficie es adquirir más dimorfismo y no perderlo. Una explicación alternativa es la gran frecuencia con la que se producen hibridaciones entre los patos, por lo que el ADN mitocondrial de las actuales cercetas americanas podría proceder de las hembras de la cerceta barcina mediante introgresión, por lo que estos análisis genéticos podrían proporcionar una fotografía distorsionada de las verdaderas relaciones de la especie. Esta hipótesis es apoyada por la observación de que en la hibridación del azulón × ánade sombrío, las hembras de ambas especies prefieren a los machos llamativamente dimórficos por encima de los machos de plumaje apagado del ánade sombrío; y que la cerceta americana sea en algunos aspectos, como su plumaje nupcial menos contrastado, intermedia entre la cerceta común y la barcina.
Alternativamente, la cerceta común podría derivar de la cerceta americana, siendo las diferencias genéticas debidas a la deriva genética o al efecto fundador en el primero y posiblemente introgresión de la cerceta barcina en el último. En cualquier caso estas tres cercetas pertenecen a la misma superespecie ("Nettion"). Los ancestros de este grupo probablemente serían formas monomórficas del hemisferio sur (Johnson & Sorenson, 1999) ya que entre sus miembros de distribución africana se incluye a la cerceta malgache, que como muchos taxones de Madagascar es de origen indo-australiano.
La otra posibilidad (se descarta el origen sudamericano del taxón) es que el linaje americano derivara de cercetas comunes divagantes, con efecto fundador/deriva genética y/o efecto de introgresión por hibridación aplicado en sentido contrario que en el caso explicado anteriormente. Aunque esto implicaría la pérdida del dimorfismo sexual de los machos de la cerceta barcina, que aunque muy raro entre los patos de superficial, no es per se imposible.
La estrecha relación entre la cerceta barcina y la cerceta americana indicada por los resultados de la comparación del ADN mitocondrial por supuesto se aplica al taxón en su conjunto, aunque el fallo general de Johnson & Sorenson en tomar en cuenta la hibridación y el pequeño tamaño de su muestra de estudio y su obsoleta concepción de la biogeografía del océano Índico no ayudan a resolver el problema, pero para 1999, cuando los estudios genéticos estaban en sus inicios, la metodología y la interpretación fueron razonables, y de hecho fue un estudio pionero en la filogenia del género.
Las exhibiciones tras la cópula de la cerceta común y la americana son idénticas, pero las de la cerceta barcina tienen algunos elementos adicionales.
Actualmente no se puede alcanzar una conclusión definitiva, más allá de aparcar provisionalmente la filogenia indicada por los datos de ADN mitocondrial hasta que se disponga de más información sobre las secuencias de ADN nuclear para poder resolver las confusas relaciones del complejo crecca-carolinensis-flavirostris.

## Distribución y hábitat
La cerceta americana cría en todas las regiones meridionales de Norteamérica, salvo las islas Aleutianas, donde cría y permanece todo el año Anas crecca nimia, con la que coincide allí en invierno la cerceta americana. Aunque la cerceta común cría en Eurasia, ocasionalmente se avista en las costas atlánticas de Norteamérica en invierno.
Las cercetas americanas habitan en lagos interiores, marismas, lagunas, charcas y arroyos poco profundos con densa vegetación acuática. Prefieren las aguas poco profundas y las pequeñas lagunas y charcas durante la época de cría. Las cercetas americanas descansan con frecuencia sobre bancos de barro o tocones, o encaramadas a ramas bajas de árboles muertos. Esta especie suele anidar en depresiones con suelo seco situadas en la base de un arbusto, bajo un tronco, o entre la hierba densa. El nido suele situarse entre medio y cien metros de distancia del agua. Las cercetas americanas evitan los hábitats sin arbustos o árboles. Las cercetas americanas pasan el invierno en humedales tanto de agua dulce como salobre, charcas, arroyos y estuarios. Como son patos de pequeño tamaño, tienden a permanecer en las aguas más tranquilas.
El área de cría de la cerceta americana se extiende desde el norte de Alaska, el delta del río Mackenzie, el norte de Saskatchewan, Manitoba, Ontario, Quebec y Labrador hasta el centro de California, el centro de Nebraska y Kansas, el sur de Minnesota, Wisconsin, Ontario, Quebec, Newfoundland y las provincias marítimas de Canadá.
La cerceta americana pasa el invierno en la zona comprendida desde el sur de Alaska y el sur de la Columbia Británica hasta Nuevo Brunswick y Nueva Escocia por el este, y el Caribe por el sur. También pasa el invierno en Hawái. La cerceta americana es abundante en los humedales de Canadá y los bosques boreales asociados. Se encuentran más a menudo los hábitats mixtos de llanura que en los de hierba corta. También viven en la tundra ártica y en hábitats semidesérticos. Generalmente la cerceta americana habita en humedales dominados por totoras (Scirpus spp.), espadañas (Typha spp.), juncos (Carex spp.), espigas de agua (Potamogeton spp.) y otra vegetación acuática. Con frecuencia  las cercetas americanas anidan en los prados de hierba o juncos en las laderas de colinas secas con arbustos o álamos (Populus spp.) cover. Cerca de Brooks, Alberta, esta especie anida principalmente en los lechos de juncos (Juncus spp.), y al oeste de Montana la mayoría de los nidos se localizan bajo arbustos de palo graso (Sarcobatus spp.). Las cercetas americanas generalmente anidan cubiertas tanto por los laterales como por arriba por densas hierbas, juncos o arbustos. Las totoras, las espadañas, las parras rusas (Polygonum spp.) y otra vegetación acuática les proporcionan parapeto y escondite mientras están en el agua.

## Comportamiento

### Alimentación
La cerceta americana prefiere, más que otras especies de patos, buscar su alimento en los lodazales. Donde no hay barro prefieren los pantanos poco profundos y los campos agrícolas temporalmente inundados. Generalmente se alimentan de materia vegetal como las semillas, tallos y hojas de la vegetación acuática. La cerceta parece preferir las pequeñas semillas de  las plantas de los géneros Cyperus y Panicum, además de las de los juncos y semillas más grandes, aunque también consumen maíz, trigo, cebada y semillas de arbustos Cephalanthus. En los pantanos, ciénagas y charcas la cerceta americana elige las semillas de las espadañas, lilas de agua y juncos (Eleocharis). En menor medida, también se alimentan de las partes de algas del género Chara spp., espigas de agua, Ruppia maritime y lentejas de agua (Lemna). Ocasionalmente comen insectos, moluscos y crustáceos. En primavera a veces se atiborran de gusanos y pescado en descomposición que encuentran alrededor de las charcas.

### Reproducción
La época de anidamiento varía geográficamente. En Dakota del Norte la cerceta americana generalmente empieza a anidar a finales de abril. En los Territorios del Noroeste, Canadá, empieza a anidar entre el final de mayo y el comienzo de julio. Y en los lagos de Minto (Alaska) la cerceta americana comienza el anidamiento entre el inicio de junio y el 20 de julio.
Las cercetas americanas alcanzan la madurez sexual en su primer invierno. Suelen poner entre cinco y dieciséis huevos. El periodo de incubación dura entre veintiún y veintitrés días.
Los polluelos de cerceta americana suelen desarrollarse en treinta y cuatro o treinta y cinco días tras la eclosión, o bien antes de las seis semanas. Los polluelos de cerceta americana presentan la tasa de crecimiento más rápida de todos los patos.
Los machos de cerceta americana dejan a las hembras al inicio de la incubación y se congregan en aguas seguras para la muda. Algunas poblaciones se desplazan a gran distancia para realizar la muda, mientras que otras permanecen en sus cuarteles de cría o sus cercanías. Las hembras mudan en los cuarteles de cría.
Las cercetas americanas se encuentran entre los primeros migradores primaverales. Llegan a sus zonas de anidamiento apenas cuando se han derretido las nieves. A principios de febrero las primeras cercetas americanas empiezan a salir de sus cuarteles de invierno, y las últimas los abandonan en abril. En las regiones centrales las cercetas empiezan a llegar a comienzos de marzo, aunque la mayoría llega a principios de abril.
En las zonas del norte de Estados Unidos las cercenas americanas migran hacia el sur entre septiembre y mediados de diciembre. Empiezan la migración en las regiones del interior en septiembre y con frecuencia permanecen algunas hasta diciembre. Las cercetas empiezan a llegar a sus zonas de invernada meridionales a finales de septiembre, pero la mayoría no llega hasta finales de noviembre.

### Depredadores
Entre los depredadores comunes de la cerceta americana, además de los humanos y las rapaces, se incluyen las mofetas (Mephitis y Spilogale spp.), los zorros (Vulpes vulpes), los mapaches (Procyon lotor), los cuervoss y urracas (Pica spp.).